# 塔森出版社
TASCHEN出版社（德語：TASCHEN）是总部位于德国科隆的一家艺术书籍出版商。由贝内迪克特·塔森（Benedikt Taschen）成立于1980年。
TASCHEN出版社原本是一家漫画店，在过去四十年致力发展艺术出版，题材包括建筑、美术、设计、时尚、摄影、流行文化、情色等等。